# Ситко, Георгий Александрович
Георгий Александрович Ситко́ (1922—1997) — советский, российский актёр театра, Заслуженный артист Карельской АССР (1982), Народный артист Республики Карелия (1995).

## Биография
Родился в семье музыканта.
Участник Великой Отечественной войны, разведчик, был тяжело ранен в 1945 году в Будапеште.
После окончания театральной студии при Таганрогском драматическом театре, в 1956—1960-х годах работал в драматических театрах Читы, Гомеля и Тулы.
В 1961—1988 годах — актёр Русского драматического театра Карельской АССР (Петрозаводск).
С 1988 года — актёр Театра «Творческая Мастерская» (Петрозаводск).
Основные роли
- Сергей, «Иркутская история» А. Арбузова (1961)
- Дон Хуан, «Много шума из ничего» В. Шекспира (1964)
- Жожо, «Ищу правую руку» Д. Псафаса (1965)
- Леонидик, «Мой бедный Марат» А. Арбузова (1965)
- Уолтер, «Трёхгрошовая опера» Б. Брехта (1967)
- Егор Полушкин, «Не стреляйте в белых лебедей» Б. Васильева (1975)
- несколько ролей в спектакле «Плаха» Ч. Айтматова (1988)
- Коля Мухин, «Остановите самолёт, я слезу» Э. Севелы (1990)
- от Автора, «Дураково поле» Б. Шергина (1994)
- Юсов, «Доходное место» А. Островского (1994)
- Серебряков и Телегин, «Дядя Ваня» А. П. Чехова (1996)

и другие.
Роли в кино
- Никифор, «Нам здесь жить» (Мосфильм, 1982)

## Семья
Брат — Борис Ситко (1914—1994) — Народный артист РСФСР (1970), Лауреат Сталинской премии (1951).
Супруга — Вероника Доминиковна Манушевская — актриса театра, директор Петрозаводского Дома актёра.